# 黄万里

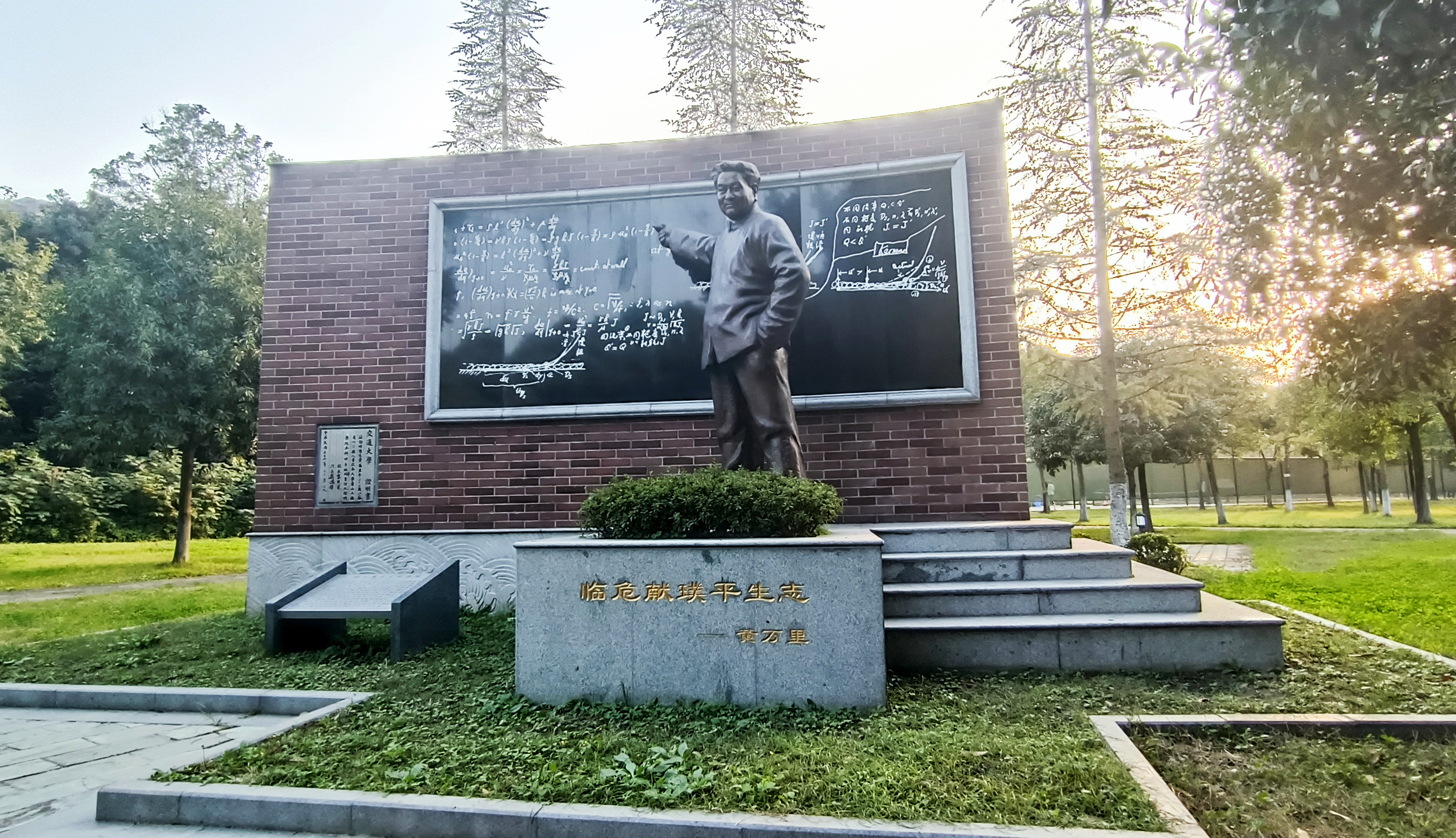
黄万里雕塑，位于西南交通大学犀浦校区

黄万里（1911年8月20日—2001年8月27日），中国水利工程学专家、清华大学教授，黄炎培第三子，早年毕业于唐山交通大学（现西南交通大学），后获得美国伊利诺伊大学香槟分校工程博士学位，是第一个获得该校工学博士学位的中国人。曾因反对黄河三门峡水利工程而被划为右派。黄万里一生主要反对过两项水利工程，一是三门峡工程，另外是三峡工程。2001年8月27日病逝于北京。2021年4月5日与其妻合葬于北京昌平凤凰山陵园10区卧8排12号。

## 生平
黄万里祖籍江苏省川沙县，是黄炎培（父）和王纠思（母）的第三个儿子，1911年出生于上海，2001年因肺癌逝于北京清华园。
1924年黄万里入无锡实业学校学习，1927年进入唐山交通大学（现西南交通大学）桥梁工程专业，1932年毕业。1933年任杭江铁路见习工程师，参与江山江铁桥的建造。1934年赴美留学，1935年获得美国康奈尔大学硕士学位，1937年获得美国伊利诺伊大学香槟分校工程博士学位。
1945年在南京出任中华民国水利部视察工程师。1947年至1949年4月出任甘肃省水利局局长兼总工程师，黄河水利委员会委员。1949年3月，赴香港。1949年4月至上海，5月辞去兰州职务，经广州到香港。1949年9月到沈阳，出任中国共产党东北水利总局顾问。1950年6月回到唐山交通大学任教。1953年被调至清华大学任教。在随后的年间，他编写了重要的学术专著《洪流估算》和《工程水文学》。
1955年4月，黄河三门峡大坝工程动工。同月，中华人民共和国水利部召集学者和水利工程师70多人就已开工的黄河三门峡水利规划方案进行讨论。在当时流传“圣人出，黄河清”的言论下，黄万里是唯一反对建造三门峡水库的与会者，并与其他专家在会上进行了七天的辩论。
1957年6月19日，黄万里在清华大学校刊上发表散文《花丛小语》，被中共中央主席毛泽东批示“这是什么话？”，并在《人民日报》以“什么话”为标题发表。“什么话”也被作为以后《人民日报》刊登供批判的右派文章的专栏题目。1969年文化大革命期间被下放江西鄱阳湖劳动，1974年被揪回清华大学批斗，并在此期间完成《论治理黄河方略》。1980年2月26日被清华大学党委“平反”。1998年，黄万里被清华大学获准给研究生授课。2001年8月27日去世。

## 学术贡献
黄万里主张从江河及其流域地貌生成的历史和特性出发，全面、整体地把握江河的运动态势；认识和尊重自然规律，把因势利导作为治河策略的指导思想。他的这一理论，在学术界有广泛的影响。
黄万里一生坚持反对修建黄河三门峡水利工程及长江三峡水利工程，但他的治黄策略及对于三峡工程的意见均未被决策者采纳。在被“平反”以后，他多次向中共中央总书记江泽民和国务院总理李鹏去信，阐述自己的观点。

## 家庭
黄万里的妻子丁玉隽是中国国民党元老丁惟汾之女。他们育有三子三女，其中长女黄且圆的丈夫是知名数学家、中国科学院院士杨乐。